# Odontocera meridiana
Odontocera meridiana är en skalbaggsart som beskrevs av Fisher 1953. Odontocera meridiana ingår i släktet Odontocera och familjen långhorningar. Inga underarter finns listade i Catalogue of Life.